# Graeme Brown
Graeme Allen Brown (Darwin, 9 de abril de 1979) es un deportista australiano que compitió en ciclismo en las modalidades de pista, especialista en las pruebas de persecución por equipos y madison, y ruta.
Participó en tres Juegos Olímpicos de Verano, entre los años 2000 y 2008, obteniendo dos medallas de oro en Atenas 2004, en las pruebas de persecución por equipos (junto con Brett Lancaster, Bradley McGee y Luke Roberts) y madison (con Stuart O'Grady).
Ganó dos medallas en el Campeonato Mundial de Ciclismo en Pista, oro en 2003 y bronce en 2008.
En 2005 fue condecorado con la Medalla de la Orden de Australia (OAM).

## Medallero internacional
| Juegos Olímpicos   | Juegos Olímpicos         | Juegos Olímpicos  | Juegos Olímpicos        |
| Año                | Lugar                    | Medalla           | Competición             |
| ------------------ | ------------------------ | ----------------- | ----------------------- |
| 2004               | Atenas (Grecia)          | Medalla de oro    | Persecución por equipos |
| 2004               | Atenas (Grecia)          | Medalla de oro    | Madison                 |
| Campeonato Mundial |                          |                   |                         |
| Año                | Lugar                    | Medalla           | Competición             |
| 2003               | Stuttgart (Alemania)     | Medalla de oro    | Persecución por equipos |
| 2008               | Mánchester (Reino Unido) | Medalla de bronce | Persecución por equipos |

## Palmarés

### Pista
1999 (como amateur)
- Frisco Persecución por Equipos (haciendo equipo con Nigel Grigg, Brett Lancaster y Luke Roberts)
- Cali Persecución por Equipos (haciendo equipo con Nigel Grigg, Brett Lancaster y Luke Roberts)

2003
- Campeonato Mundial PMadison (haciendo pareja con Mark Renshaw)
- Campeonato Mundial Persecución por Equipos (haciendo equipo con Brett Lancaster, Peter Dawson y Luke Roberts)

2004
- Campeonato Olímpico Persecución por Equipos (haciendo equipo con Brett Lancaster, Bradley McGee y Luke Roberts)
- Campeonato Olímpico Persecución Madison (haciendo epareja con Stuart O'Grady)

### Carretera
| 2002 - 2 etapas del Tour de Langkawi 2003 - 1 etapa del Tour Down Under - 2 etapas del Tour de Langkawi 2005 - 5 etapas del Tour de Langkawi 2006 - 2 etapas de la Vuelta a Alemania - Tour de Rijke 2007 - 1 etapa del Tour de California - 1 etapa de la Vuelta a Murcia - 1 etapa del Tour de Polonia | 2008 - 1 etapa de la Challenge a Mallorca - 1 etapa de la Vuelta a Murcia 2009 - 1 etapa del Tour Down Under - 2 etapas de la Vuelta a Murcia - Nokere Koerse - Circuito de Houtland 2010 - 1 etapa de la Vuelta a Austria |

## Resultados en Grandes Vueltas
Durante su carrera deportiva consiguió los siguientes puestos en las Grandes Vueltas:
| Carrera | Carrera         | 2002  | 2003  | 2004 | 2005 | 2006 | 2007 | 2008 | 2009 | 2010  | 2011  | 2012 | 2013 | 2014 | 2015 | 2016 |
| ------- | --------------- | ----- | ----- | ---- | ---- | ---- | ---- | ---- | ---- | ----- | ----- | ---- | ---- | ---- | ---- | ---- |
|         | Giro de Italia  | F. c. | F. c. | —    | —    | Ab.  | Ab.  | Ab.  | —    | 130.º | F. c. | Ab.  | —    | —    | —    | —    |
|         | Tour de Francia | —     | —     | —    | —    | —    | —    | —    | —    | —     | —     | —    | —    | —    | —    | —    |
|         | Vuelta a España | —     | —     | —    | —    | —    | —    | —    | —    | —     | —     | —    | Ab.  | —    | —    | —    |

| —: No participó | Ab: Abandono | F. c.: fuera de control |

## Equipos
- Ceramica Panaria (2002-2005)
- Rabobank/Blanco/Belkin (2006-2014)
  - Rabobank (2006-2010)
  - Rabobank Cycling Team (2011-2012)
  - Blanco Pro Cycling (01.2013.06.2013)
  - Belkin-Pro Cycling Team (07.2013-2014)
- Drapac Cycling (2015-2016)